# Klippskägglav
Klippskägglav (Usnea diplotypus) är en lavart som beskrevs av Vain. Klippskägglav ingår i släktet Usnea och familjen Parmeliaceae.  Arten är reproducerande i Sverige. Inga underarter finns listade i Catalogue of Life.